# Alexandromenia grimaldii
Alexandromenia grimaldii is een Solenogastressoort uit de familie van de Amphimeniidae. De wetenschappelijke naam van de soort is voor het eerst geldig gepubliceerd in 1946 door Leloup.